# Georg Zimmermann

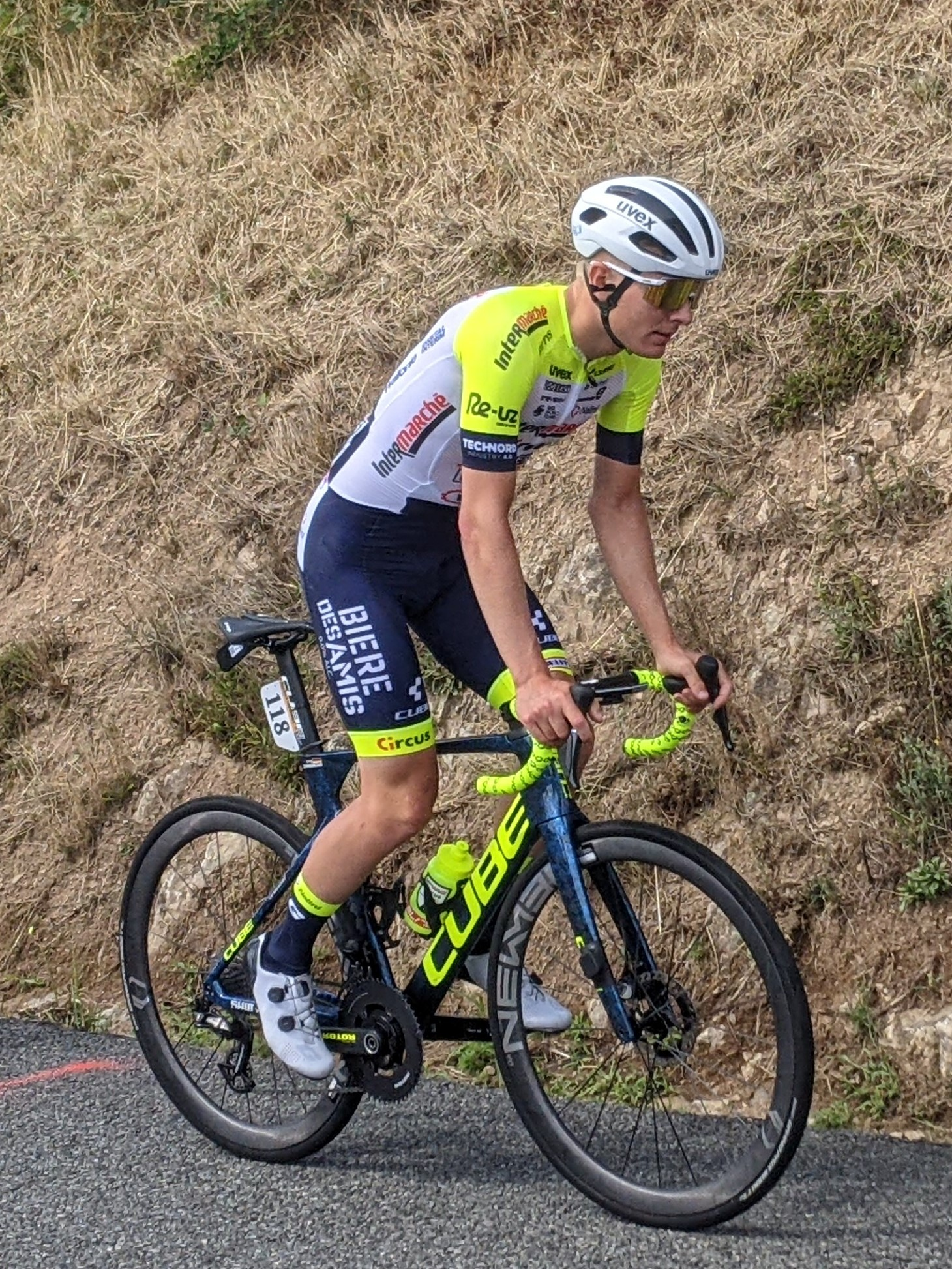
Zimmermann tijdens de twaalfde etappe van de Ronde van Frankrijk in 2023.

Georg Zimmermann (Augsburg, 11 oktober 1997) is een Duits wielrenner.

## Overwinningen
2018
3e etappe Ronde van Friuli-Venezia Giulia
2019
Trofeo Piva
Coppa della Pace
Bergklassement Ronde van Oostenrijk
2020
Bergklassement Ster van Bessèges
2021
2e etappe Ronde van de Ain
2022
Jongerenklassement Ronde van Duitsland
2023
6e etappe Critérium du Dauphiné
2025
Eindklassement Ronde van de Abruzzen
 Duits kampioen op de weg, Elite

## Resultaten in voornaamste wedstrijden
| Jaar | Ronde van Italië | Ronde van Frankrijk | Ronde van Spanje |
| ---- | ---------------- | ------------------- | ---------------- |
| 2020 |                  |                     | 21e              |
| 2021 |                  | 80e                 |                  |
| 2022 |                  | 44e                 |                  |
| 2023 |                  | 47e                 |                  |
| 2024 |                  | 77e                 |                  |
| 2025 |                  | opgave              |                  |

| Jaar | Milaan-San Remo | Gent-Wevelgem | Ronde van Vlaanderen | Amstel Gold Race | Luik-Bast.‑Luik | Ronde van Lombardije | Waalse Pijl |  | WK op de weg |
| ---- | --------------- | ------------- | -------------------- | ---------------- | --------------- | -------------------- | ----------- |  | ------------ |
| 2020 |                 | 66e           |                      |                  | 68e             | 56e                  | 57e         |  | 55e          |
| 2021 |                 |               |                      |                  |                 |                      |             |  | 68e          |
| 2022 |                 |               |                      |                  | opgave          |                      | 60e         |  | opgave       |
| 2023 |                 |               |                      | 49e              | 56e             | 95e                  | 116e        |  |              |
| 2024 | 39e             | 91e           | 61e                  | 42e              | 49e             | 19e                  |             |  | 15e          |
| 2025 |                 |               |                      | 31e              |                 |                      |             |  |              |

## Ploegen
- 2016 –  Team Felbermayr-Simplon Wels
- 2017 –  Team Felbermayr-Simplon Wels
- 2018 –  Tirol Cycling Team
- 2019 –  Tirol KTM Cycling Team
- 2019 –  CCC Team (stagiair vanaf 1 augustus)
- 2020 –  CCC Team
- 2021 –  Intermarché-Wanty-Gobert Matériaux
- 2022 –  Intermarché-Wanty-Gobert Matériaux
- 2023 –  Intermarché-Circus-Wanty
- 2024 –  Intermarché-Wanty
- 2025 –  Intermarché-Wanty

Barta · Bevin · Černý · De la Parte · De Marchi · Geschke · Gradek · Hirt · Koch · Kotsjetkov · Mareczko · Masnada · Małecki · Paluta · Pauwels · Rosskopf · Sajnok · Schär · Trentin · Valter · Van Avermaet  · Van Hoecke · Van Hooydonck · Van Keirsbulck · Ventoso · Wiśniowski · Zakarin · Zimmermann
Bakelants · Bellicaud · De Gendt · De Plus · De Winter · Delacroix · Devriendt · Eiking · Evans · Hermans · Hirt · van der Hoorn · van Kessel · Koch · Kreder · Lammertink · Meintjes · Minali · Pasqualon · Petilli · Planckaert · B. van Poppel · D. van Poppel · Rota · Taaramäe · Van Melsen · Vanspeybrouck · Vliegen · Zimmermann · Girmay (stagiair) · Daemen (stagiair) · De Pooter (stagiair) · Jarnet (stagiair)
Bakelants · Bystrøm · Claeys · De Gendt · Delacroix · Devriendt · Girmay · Goossens · Hermans · Hirt · Huys · Johansen · Kristoff · Meintjes · Page · Pasqualon · Peák · Petilli · Petit · Planckaert ·  Pozzovivo(vanaf 14/2) · Rota · Taaramäe · Thijssen · van der Hoorn · van Kessel · Van Melsen · van Poppel · Vliegen · Zimmermann · De Pooter (stagiair) · Mihkels (stagiair)
Bonifazio · Bystrøm · Calmejane · Costa · De Gendt · De Pooter · Girmay · Goossens · Herregodts · Huys · Johansen · Marit · Meintjes · Mihkels · Page · Paquot · Petilli · Petit · Planckaert · Rex · Rota · Smith · Taaramäe · Teunissen · Thijssen · van der Hoorn · van Poppel · Vliegen · Zimmermann
Braet · Busatto · Calmejane · Colleoni · De Pooter · Faure Prost · Girmay · Goossens · Herregodts · Kuypers(vanaf 4/4) · Marit · Meintjes · Mihkels · Page · Paquot · Petilli · Petit · Planckaert · Rex · Rota · Smith · Taaramäe · Teunissen · Thijssen · van der Hoorn · Van Hoecke · van Poppel · van Sintmaartensdijk · Zimmermann · Dolven(stagiair)